# 카츠키 마사코
카츠키 마사코(일본어: 勝生 真沙子 かつき まさこ[*], 1958년 10월 15일 ~ )는 일본의 성우. 아오모리현 하치노헤시 출신. 81프로듀스 소속.